# Antopol (województwo łódzkie)
Antopol – kolonia w Polsce, położona w województwie łódzkim, w powiecie radomszczańskim, w gminie Kodrąb, przy drodze krajowej nr 42.
| SIMC    | Nazwa            | Rodzaj        |
| ------- | ---------------- | ------------- |
| 0543611 | Bugaj Zakrzewski | część kolonii |

W latach 1975–1998 kolonia administracyjnie należała do województwa piotrkowskiego.